# 渡辺恋
渡辺 恋（わたなべ れん、1976年4月13日- ）は、日本の俳優（男性）、タレント。
かつての所属事務所はアートタッチ。北海道出身。

## 出演

### テレビ
- モテ福（テレビ埼玉、2013年5月 - ）
- love×3（京都放送(KBS)他、2007年8月 - 10月）
- メディアッティー・ガイド（所沢ケーブルテレビ）2001年4月 - 2002年3月）
- 港区の水道水（ケーブルテレビジョン東京、2006年4月）
- 努くん（テレビ埼玉、2005年10月 - 2008年12月）
- 関口さん1（テレビ埼玉、2005年10月 - 2008年3月）
- むっちゃ、アイドルやねん!（CSスカパーエンタ371、2012年4月 - 10月）
- ビ〜チ9（テレビ埼玉、2009年1月 - ）
- 玉ニュータウン（テレビ埼玉、2008年1月 - 2013年5月）

### ブロードバンド
- Feiz to the knight（新宿アートプレイス、2006年4月 - 2007年9月）
- エプロンディナー（Hello TV、2008年1月 - ）
- puzzle（I-COMMU_RADIO-TV、2008年1月 - ）
- GOD SAVE THE 保健室（BBチャンネル、2006年8月 - 2008年3月）
- 秋葉原サスペンス劇場～サイン会～（BBチャンネル、2007年6月 - ）
- stay way to the knight（あっ!とおどろく放送局、2007年10月 - 12月）
- レンの部屋（あっ!とおどろく放送局、2008年1月 - 3月）
- やまチャンネル（あっ!とおどろく放送局、2009年1月 - 12月）

### Youtubeチャンネル
- ユーユーチャンネル（2023年11月26日 - ）　サブMC

### 舞台
- アイーダ（新国立劇場、2008年3月）
- 椿姫（新国立劇場、2008年6月 - 7月）
- リゴレット（新国立劇場、2008年10月 - 11月）
- ドン・ジョバンニ（新国立劇場、2008年12月）
- 新宿駅～恋のカーニバル～（全労済ホールスペース・ゼロ、2009年3月）
- ムツェンスク郡のマクベス夫人（新国立劇場、2009年5月）
- トスカ（新国立劇場、2009年7月 - 12月）
- ヴォツェク（新国立劇場、2009年11月）
- 椿姫（新国立劇場、2011年2月）
- 星降る夜に（築地本願寺ブディストホール、2012年5月）
- 宇宙SORA（品川・六行会ホール2017年10月26日～29日）

### ラジオ
- しばしょう&桃&なぎ&恋の日曜ドラマの時間です（USEN、2008年4月 - 10月）

### 映画
- 奏（かな）（2003年3月、マネージャー 役）
- DUTCH（2004年10月、ガツヤ 役）
- 倍音（2004年12月、バーテンダー 役）
- コケティッシュ・アライブ（2005年1月、御神 役）
- コーラスたい♪～彼女たちのキセキ～（2007年9月、カップル 役）
- 駅で化粧する理由（2007年10月、彼氏 役）

### DVD
- パチスロ女学院（2005年10月）
- シャッス4!!（2006年6月）
- みひろドッキリ初体験～私Fカップになっちゃいました!～（2007年6月）

### イベント
- 花と住まいと音楽と（足立区イベントMC）
- ハニービーお笑いライブ（飛鳥ホテル、2006年10月 - 2007年10月）
- 正木慎也2006ファイナルライブ（飛鳥ホテル、2006年11月）
- 関口さん1 大宮ソニックシティ大祭（大宮ソニックシティ、2007年12月）
- らいぶ・ライブ・LIVE 2008ワショーイの巻（飛鳥ホテル、2008年5月）
- 玉ニュータウン 第2回大交流会（よみうりランド、2010年10月10日）
- 玉ニューロックフェスティバル‘12～赤字が出たら番組終了～（さいたま市文化センター、2012年2月26日）
- 玉ニュータウン 中交流会 玉連総会 （科学技術館サイエンスホール、2013年2月10日）